# Rehau (Monheim)
Rehau is een plaats in de Duitse gemeente Monheim, deelstaat Beieren, en telt 254 inwoners (2006).